# Queen of the Sea
Queen of the Sea è un film muto del 1918 diretto da John G. Adolfi. Prodotto da William Fox, è interpretato da Annette Kellerman.

## Trama
Merilla, la regina del mare, trova tra i relitti in fondo all'oceano, un libro che contiene un'antica profezia: se salverà quattro vite dall'annegamento, le sarà dato un corpo mortale e un'anima immortale. Merilla salva tre marinai e un principe dal naufragio di una nave che Borea, il maestro delle tempeste, ha ordinato di distruggere alle sirene sue figlie. Furioso, Borea richiude Merilla in una grotta, da dove viene però salvata dal principe eroe. I due si innamorano, anche se lui è già fidanzato con la principessa Leandra dalla quale si stava recando quando si è scatenata la tempesta. Determinato ad avere la sua vendetta, Borea distrugge la nave del principe e imprigiona Leandra nella Torre di Coltelli e di Spade. Merilla, diventata umana come promesso dalla profezia, giura di salvare la principessa anche se questo le farà perdere l'amato principe. Questi, avvisato da lei, corre in soccorso di Leandra che viene liberata. Ma l'amore trionfa, perché la principessa - che è innamorata del cortigiano Clovis - rende la sua libertà al principe che adesso può finalmente riunirsi a Merilla, la sua regina del mare.

## Produzione
Il film fu prodotto da William Fox per la Fox Film Corporation con il titolo di lavorazione The Queen of the Sea. Venne girato nel Maine, all'Isola di Mount Desert a Bar Harbor, in Messico, in Florida, in Giamaica, in California e a Bermuda.

## Distribuzione

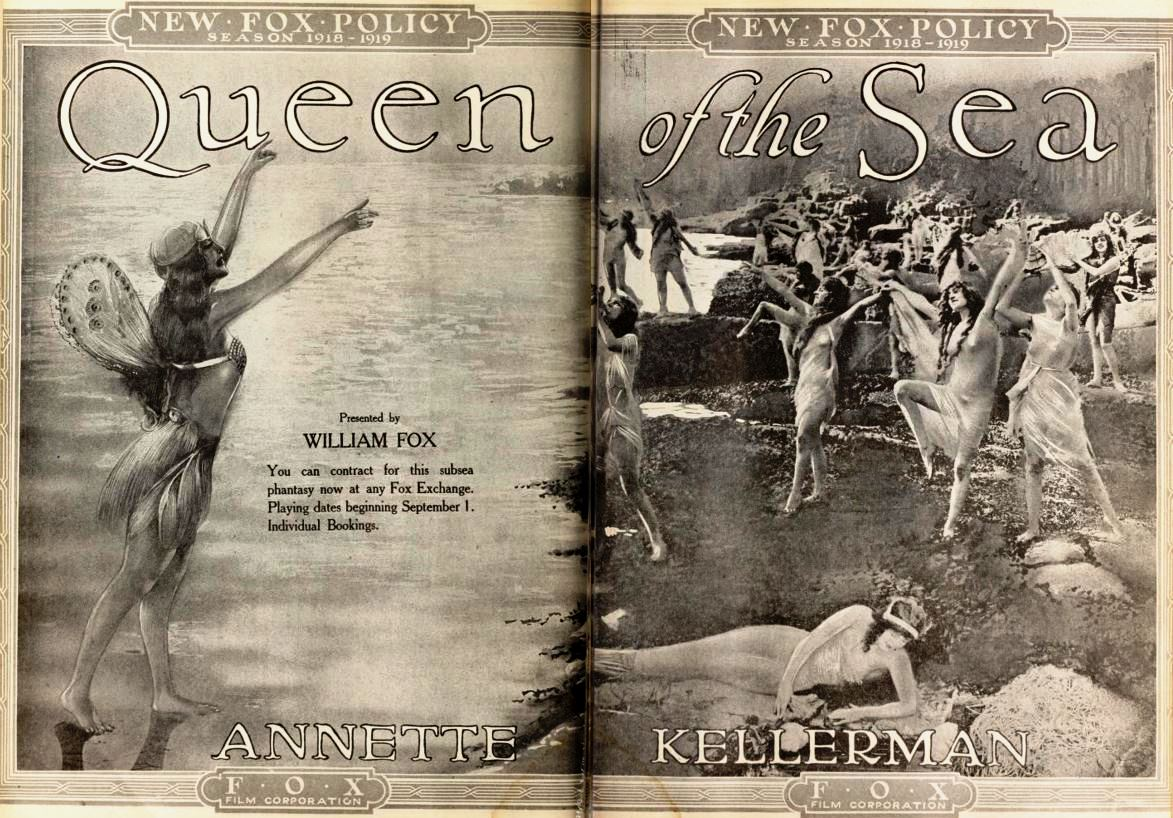
Pubblicità su Exhibitors Herald (10 agosto 1918)

Il copyright del film, richiesto da William Fox, fu registrato il 1º settembre 1918 con il numero LP12792. Lo stesso giorno, distribuito dalla Fox Film Corporation, il film uscì nelle sale cinematografiche statunitensi.
In Danimarca, fu distribuito il 10 settembre 1920 con il titolo Havets Dronning; in Francia, come La Reine de la mer.
Non si conoscono copie ancora esistenti della pellicola che viene considerata presumibilmente perduta.